# 曲河駅
曲河駅（コカえき、朝鮮語: 곡하역）は朝鮮民主主義人民共和国慈江道江界市にある駅で、満浦線に属する。 

## 隣の駅
満浦線
江界駅 - 曲河駅 - 双富駅